# Deborah Rush

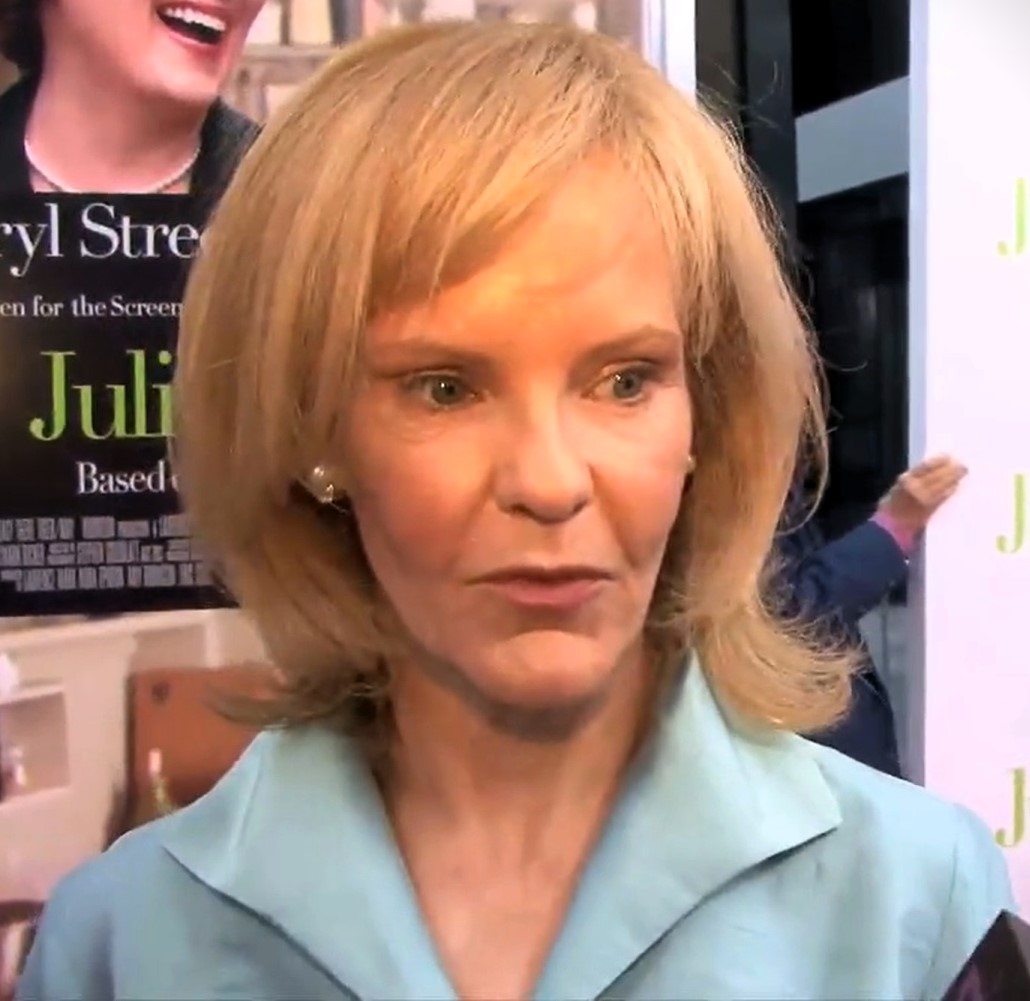
Deborah Rush, 2009

Deborah Rush (* 10. April 1954 in Chatham, New Jersey) ist eine US-amerikanische Schauspielerin.

## Leben
Rush arbeitet seit den 1970er-Jahren bei Film und Fernsehen. Außerdem war sie zwischen 1975 und 2009 in einigen Broadway-Produktionen zu sehen. Für ihre Rolle im Broadway-Stück Noises Off wurde sie 1984 für den Tony Award nominiert.
Eine ihrer ersten bedeutenderen Filmrollen übernahm sie 1985 unter Regie von Woody Allen in The Purple Rose of Cairo. In der Serie Strangers with Candy hatte Deborah Rush um die Jahrtausendwende eine Hauptrolle als Sarah Blank. Im Kino spielte Rush unter anderem Nebenrollen an der Seite von Jennifer Aniston in The Good Girl (2002) und neben Cameron Diaz in The Box – Du bist das Experiment (2009), außerdem war sie in der Komödie American Pie – Jetzt wird geheiratet (2003) als Mutter der Hauptfigur Michelle Flaherty zu sehen. In der Serie Orange Is the New Black trat sie zwischen 2013 und 2019 in einer wiederkehrenden Nebenrolle als Carol Chapman – die Mutter von Piper, der Hauptfigur der Serie – auf.
Sie ist seit 1985 mit Chip Cronkite verheiratet, dem Sohn des bekannten US-Fernsehjournalisten Walter Cronkite. Das Ehepaar hat zwei Söhne.

## Filmografie (Auswahl)
- 1978: Olivers Story (Oliver's Story)
- 1979: Zehn – Die Traumfrau (10)
- 1981: Da steht der ganze Freeway Kopf (Honky Tonk Freeway)
- 1983: Zelig
- 1983: Ein himmlischer Lümmel (A Night in Heaven)
- 1985: Spenser (Fernsehserie, 1 Folge)
- 1985: The Purple Rose of Cairo
- 1985: Tödliche Beziehung (Compromising Positions)
- 1986: Heat – Nick, der Killer (Heat)
- 1988: Zwei mal Zwei (Big Business)
- 1989: Pfui Teufel – Daddy ist ein Kannibale (Parents)
- 1989: Family Business
- 1990: My Blue Heaven
- 1992: Ein verrückter Leichenschmaus (Passed Away)
- 1994: Fackeln im Sturm (North and South, Fernseh-Miniserie, 2 Folgen)
- 1995: Wer hat Angst vorm Weihnachtsmann? (Reckless)
- 1996–1998: Chaos City (Spin City, Fernsehserie, 4 Folgen)
- 1997: In & Out
- 1998: e-m@il für Dich (You’ve Got Mail)
- 1999: Ein Date zu dritt (Three to Tango)
- 1999–2000: Strangers with Candy (Fernsehserie, 30 Folgen)
- 2002: The Good Girl
- 2002: Bad Company – Die Welt ist in guten Händen (Bad Company)
- 2003: American Pie – Jetzt wird geheiratet (American Wedding)
- 2006: Half Nelson
- 2007: Ein Sommer in New York – The Visitor (The Visitor)
- 2008: Lie to Me
- 2009: Julie & Julia
- 2009: The Box – Du bist das Experiment (The Box)
- 2010: Big Lake (Fernsehserie, 10 Folgen)
- 2012: Good Wife (The Good Wife, Fernsehserie, 1 Folge)
- 2013: Girls (Fernsehserie, 1 Folge)
- 2013–2017: Orange Is the New Black (Fernsehserie, 11 Folgen)
- 2016–2020: Billions (Fernsehserie, 4 Folgen)
- 2019: The Blacklist (Fernsehserie, 1 Folge)

## Theateraufführungen
- 1975–1976: Dance With Me
- 1983–1985: Noises Off
- 1985–1986: Hay Fever
- 1993–1994: The Sisters Rosensweig
- 2005: Absurd Person Singular
- 2009: Blithe Spirit